# 大間見村
大間見村（おおまみむら）はかつて岐阜県郡上郡に存在した村である。
現在の郡上市大和町大間見、及び郡上市白鳥町那留の一部（七反田、向七反田、日枝洞など）に該当する。

## 歴史
- 1889年（明治22年）7月1日 - 町村制により大間見村発足。
- 1897年（明治30年）4月1日 - 小間見村、剣村、万場村と合併し、弥富村発足。同日大間見村廃止。
- 1955年（昭和30年）3月28日 - 弥富村、西川村、山田村が合併し、大和村が発足。
- 1956年（昭和31年）10月15日 - 大和村と白鳥町とで境界変更。旧・大間見村の一部（七反田、向七反田、稗洞[2]）が白鳥町に編入される。
- 1961年（昭和36年）4月1日 - 大和村と白鳥町とで境界変更。旧・大間見村の一部（一谷の一部）が白鳥町に編入される。